# Скрабб, Симон
Симон Скрабб (фин. Simon Skrabb; родился 19 января 1995 года, Пиетарсаари, Финляндия) — финский футболист, атакующий полузащитник клуба «Волос». Выступал за сборную Финляндии.

## Клубная карьера
Скрабб — воспитанник клуба «Яро». 6 мая 2011 в матче против «РоПСа» он дебютировал в Вейккауслиге. 12 мая в поединке против ТПС Симон забил свой первый гол за «Яро». В начале 2014 года Скрабб на правах аренды перешёл в шведский «Отвидаберг». 31 марта в матче против «Эльфсборга» он дебютировал в Аллсвенскан лиге. 20 мая 2015 года в поединке против «Эребру» Симон забил свой первый гол за «Отвидаберг».
В начале 2016 года Скрабб был арендован клубом «Ефле». 3 апреля в матче против «Хельсингборга» он дебютировал за новую команду. В этом же поединке Симон забил свой первый гол за «Ефле».
Летом 2017 года Скрабб подписал контракт с «Норрчёпингом». 2 июля в матче против «Эребру» он дебютировал за новый клуб. 22 октября в поединке против «Сундсвалля» Симон забил свой первый гол за «Норрчёпинг». В начале 2020 года Скрабб перешёл в итальянскую «Брешиа», подписав контракт на 3,5 года. Сумма трансфера составила 2,9 млн евро. В матче против «Милана» он дебютировал в итальянской Серии A.
26 января 2022 года вернулся в Швецию, подписав однолетний контракт с «Кальмаром».

## Международная карьера
10 января 2016 года в товарищеском матче против сборной Швеции Срабб дебютировал за сборную Финляндии.